# Ozarba persinua
Ozarba persinua là một loài bướm đêm trong họ Noctuidae.